# Silene wendelboi
Silene wendelboi är en nejlikväxtart som beskrevs av Mostafa Assadi. Silene wendelboi ingår i släktet glimmar, och familjen nejlikväxter. Inga underarter finns listade i Catalogue of Life.